# Tânăr și neliniștit
Tânăr și neliniștit (titlul original în engleză: The Young and the Restless) este un serial TV american difuzat pe canalul TV american CBS din data de 26 martie 1973 și până în prezent. Inițial a prezentat familiile Brooks și Foster, precum și antiteza bogat-sărac sub forma căreia au fost expuse. Serialul a rămas cunoscut pentru schimbarea colosală de la începutul anilor 1980, când acțiunea s-a mutat asupra rivalității dintre familiile și companiile deținute de John Abbott și Victor Newman.

## Despre serial și actori
Regretata Jeanne Cooper, cea care a jucat-o pe milionara Katherine Chancellor de la începutul serialului și până în 2013, a lansat o carte autobiografică în anul 2012, numită Not Young, Still Restless. Cartea a fost publicată la un an înaintea morții ei. 
În semn de respect și de omagiere, a fost difuzat un episod dedicat lui Jeanne, în care actori precum Melody Thomas Scott, Eric Braeden, Heather Tom, Peter Bergman, Tricia Cast, Michelle Stafford, Christian LeBlanc, Tracey Bregman, Beth Maitland, Jerry Douglas, Bryton James, Kristoff St. John, Daniel Goddard, Greg Rikaart, Lauralee Bell, Doug Davidson, Joshua Morrow, Billy Miller, Stephen Nichols, Kate Linder, Michael Fairman și Jess Walton au vorbit despre actriță, despre relația cu aceasta de pe platourile de filmare ale serialului.  
De asemenea, Eric Braeden, interpretul lui Victor Newman, a publicat cartea I'll be damned în anul 2017.  Melody Thomas Scott, interpreta lui Nikki Newman, a publicat la sfârșitul verii anului 2020, romanul autobiografic Always young and restless. Actrița relatează despre bunica sa autoritară și strictă, dar și despre hărțuirea sexuală de care avut parte, când era doar un copil, de la Cosmo Morgan, fondatorul Teatrului pentru copii din Hollywood. În primăvara anului 1964, Melody a dat probă pentru rolul Marta Trapp din celebrul lungmetraj Sunetul Muzicii. Rolul a fost însă atribuit actriței Debbie Turner.  
Actrița Heather Tom, care a jucat-o pe Victoria Newman în episoade din perioada 1990 - 2003, este sora mai mare a actorului David Tom, interpretul lui Billy Abbott în episoadele din perioada 1999 - 2002 și din anul 2014.   
Actorul Joshua Morrow, interpretul lui Nicholas Newman, a cântat muzică soul - pop într-o formație alături de actorul Eddie Cibrian, care l-a interpretat pe Matt Clark în episoade din perioada 1994  - 1996, și de cântărețul canadian CJ Huyer. Formația celor trei băieți s-a numit „3Deep” și a activat între anii 1998 - 2001. Primul lor album Da Da Da... Nu Nu Nu, cu titlul original Yes Yes Yes... No No No, a fost lansat în anul 1999 și a prezentat cel mai mare single de succes, numit Intro you, un hit de top zece în topurile canadiene.    
O participare specială în serial a avut-o, în anul 2001, cântărețul Lionel Richie.     
Actorul Kristoff St. John, cel care l-a interpretat din anul 1991 pe Neil Winters, a fost găsit mort în propria casă în anul 2019. Actorul avea 52 de ani. Povestea de dragoste a personajului său cu Drucilla Winters, personajul Victoriei Rowell, a fost una dintre preferatele admiratorilor serialului.      
În 15 septembrie 2023, înainte cu două zile de a împlini 44 de ani, Billy Miller a murit. Miller a interpretat personajul Billy Abbott în perioada 2008–2014. Conform spuselor managerului său, numit Marnie Sparner, actorul suferea de o depresie maniacală. Miller a murit în Austin, Texas.

## Acțiunea serialului
Când „Tânăr și neliniștit” a început să fie difuzat, acțiunea se petrecea în jurul a două familii: bogătașii Brooks și săracii Foster. Patriarhul familiei Brooks, publicistul Stuart Brooks, aparținea înaltei societăți, în timp ce Liz Foster abia putea să facă față facturilor și datoriilor.
Acțiunea se petrece în micuțul oraș Genoa City, din statul american Wisconsin. 
Creatorul serialului, William Bell, a fost nevoit să elimine toată distribuția, mai puțin pe Jeanne Cooper (Katherine Chancellor) și Jess Walton (Jill Fenmore). Această schimbare a fost determinată de contractele restrictive încheiate cu actorii inițiali,  ostili măririi duratei de difuzare de la 30 de minute la o oră întreagă. Astfel, Bell a mutat conflictul Brooks-Foster între familiile lui Victor Newman, John Abbott și Paul Williams.
Victor Newman a fost adus de Katherine Chancellor în Genoa City pentru niște afaceri, dar mai apoi a întâlnit-o pe Nicole "Nikki" Reed. Victor și Nikki s-au iubit încă de când s-au întâlnit. Victor a divorțat de Julia, actuala lui soție, căsătorindu-se cu Nikki, și având doi copii: Victoria Newman și Nicholas Newman. Victor a avut un accident de mașină peste câțiva ani, fiind salvat de o femeie, pe nume Hope Adams. Cu ea a avut un copil, Adam Newman, uitând de Nikki și ceilalți copii. O altă relație de-a lui Victor a fost cu Ashley Abbott, sora rivalului său, cu care are o fată numită Abby Newman.  
La rândul ei, Nikki are un copil, un băiat din relația cu detectivul Paul Williams, relație pe care a avut-o înainte de a-l cunoaște pe Victor. Fiul lui Nikki și al lui Paul se numește Dylan McAvoy, personaj jucat de actorul Steve Burton și care apare în serial în anul 2013. La început, Dylan nu știe adevărul despre originea sa.   
Nikki și Victor s-au cunoscut în anul 1981 într-un cabaret, unde Nikki era dansatoare. S-au căsătorit în anul 1984. Cei doi au divorțat în cele din urmă în anul 1988, însă s-au recăsătorit încă de trei ori: în anul 1998, în anul 2002 și în anul 2013. Melody Thomas Scott, actrița care joacă rolul Nikki, s-a alăturat distribuției serialului în luna februarie a anului 1979. Eric Braeden, interpretul lui Victor, s-a alăturat distribuției serialului în luna ianuarie a anului 1980.   
Victor este o prezență impunătoare în serial și datorită cunoscutului portret de pe peretele din biroul său de la compania Newman. De-a lungul timpului, acesta a avut multe relații și câteva căsnici. Prima lui soție a fost Julia Newman, interpretată de actrița Meg Bennett, cu care a fost însurat până în anul 1981. Următoarea relație și, totodată, căsnicie a fost cu Nikki, apoi Leanna Love, Cassandra Rawlins, Eve Howard, Ashley Abbott, Hope Adams, Diane Jenkins, Ramona Caceres, Sabrina Costelana. Acestea sunt câteva dintre relațiile pe care Victor le-a avut. 
John Abbott a avut doi copii cu Dina Mergeron, și anume pe John "Jack" Abbott Jr. și Traci Abbott. Dina a mai avut un copil, Ashley Abbott, despre care nu se știa că nu este a lui John. John s-a căsătorit cu Jill Fenmore, și a avut un copil cu ea, William "Billy" Abbott.

### Conflictul Jill Fenmore - Katherine Chancellor
Conflictul dintre Jill Fenmore și Katherine Chancellor este cea mai notabilă și lungă rivalitate din istoria serialelor de televiziune americane.
Jill Foster era o manichiuristă observată de Katherine Chancellor, o femeie de patruzeci de ani a cărui mariaj este nefericit. Angajată ca damă de companie, Jill ajunge amanta lui Phillip Chancellor II, soțul lui Katherine. Foarte turmentată, Kay semnează actele de divorț, pentru ca la întoarcerea din străinătate a lui Phillip să-i spună că nu poate trăi fără el. Katherine conducea mașina în care se afla și Phillip, producând accidentul care celui din urmă i-a adus moartea. Pe patul de moarte, acesta s-a căsătorit cu Jill, care era însărcinată cu copilul lui. După câteva luni, Jill naște un băiețel pe care nu l-a putut numi Chancellor fiindcă Katherine a contestat divorțul ei de Phillip și, implicit, legalitatea mariajului dintre Jill Foster și răposatul: Kay era beată când a semnat actele.
Katherine a obținut custodia lui Phillip Foster, căruia i-a restaurat drepturile, sub numele de Phillip Chancellor III. După câțiva ani, adolescentul Phillip se împotrivește atât lui Katherine și Jill, după ce Nina, soția sa, îi naște un copil. Phillip Chancellor III își înscenează moartea într-un accident de mașină, lăsându-le pe Jill, Kay și Nina fără glas. Nina părăsește orașul peste un deceniu de tentative nereușite de recăsătorie, în 2001, iar rivalitatea dintre Jill și Kay ia amploare.
În 2003, Charlotte Ramsey îi spune lui Katherine că ea este mama lui Jill. Elizabeth Foster moare în 2010, dezvăluindu-i lui Snapper, fratele vitreg al lui Jill, că aceasta este fiica lui Neil Fenmore, tatăl lui Lauren Fenmore. Jill a aflat la sfârșitul anului 2008, când a efectuat un test ADN, că nu este fiica lui Katherine Chancellor, însă acestea rămân prietene, după ani întregi de rivalitate. În 2009, la întoarcerea Ninei, Jill află că nu Cane Ashby, presupusul fiu pe care Katherine l-a înlocuit cu „Phillip” care a murit în accident acum mai bine de două decenii, ci chiar un-foarte-viu Phillip Chancellor III este fiul ei. Testul ADN dovedește acest lucru.
În 2009, partenerul de afaceri al lui Katherine, Tucker McCall (cel care a preluat Chancellor Industries în secret) dezvăluie că Kay nu a avut o fiică, pe Jill, ci un fiu, pe el. McCall s-a răzbunat pe Kay după ani în care a plănuit acest pas. După ce Kay a pierdut orice speranță că va mai controla vreodată Chancellor Industries, fie prin defăimarea lui Tucker (realizată de Jill) sau preluarea agresivă a lui Victor, McCall îi returnează 50% din acțiuni, iar mai apoi încă 1%, pentru a-i reda mamei lui controlul gigantului industrial.

### Conflictul Victor Newman și Jack Abbott
VIctor Newman Sr. și John „Jack” Abbott Jr. au fost permanent într-un conflict, ambii încercând să preia compania celuilalt prin metode mai mult sau mai puțin morale. Victor și sora lui Jack s-au căsătorit de două ori, în anii 1990-1993 și 2009-2010, în anii 2000 fiind născută fiica lor, Abigail Carlton Newman.
Brad Carlton a avut un rol major în desfășurarea conflictului dintre aceștia.
În 2009, Victor îi plătește o operație estetică misterioasei Mary Jane Benson, pentru a se infiltra în viața lui Jack, în vederea facilitării preluării Jabot de către Newman. La sfârșitul anului 2009, Mary Jane Benson se dezvăluie a fi Patty Williams, prima soție a lui Jack și sora lui Paul Williams. Aceasta îl împușcă pe Victor în inimă, iar pe Collen Carlton o fugărește până la lacul unde, ironic, a murit înghețat tatăl ei, Brad Carlton, cu o săptămână în urmă. Collen intră în moarte cerebrală, iar Traci Abbott Connolly acceptă ca Victor să primească inima acesteia. Ashley o aude pe Nikki când îi spune lui Victor că îl iubește, și cere un divorț.
Dr. Emily Peterson, psihiatrul Patriciei „Patty” Williams este posesoarea „de drept” a noii imagini a Patriciei. Emily se mărită cu Jack și aranjează vizita Dianei Jenkins și a copilului acesteia cu Jack în primăvara lui 2010. „Emily” este de fapt Patty care a închis-o pe adevărata Emily sanatoriu.
Fiul lui Victor cu Hope Williams, Adam Wilson Newman este vinovat de moartea unui bărbat dar aruncă vina pe o Patricia Williams instabilă mental, care acceptă vina în viața reală, dar scrie în jurnal adevărul. Adam rupe foaia din jurnal și o trimite pe Patty să devină călugăriță și să nu se mai întoarcă în Genoa City. Emily Peterson cea adevărată acceptă să ajute la găsirea Patriciei, împotriva voinței lui Jack, noul ei soț.
Victor o cere în căsătorie pe Nikki încă o dată, în iunie 2010. Nikki acceptă, însă Maggie McClaine, o barmaniță pe care a întâlnit-o în timp ce îl căuta pe Adam, se aliază cu Deacon Sharpe pentru a-i despărți pe foștii soți Newman. Victor o găsește pe Nikki în pat cu Deacon, iar Maggie îl convinge să plece. Aceasta îl droghează și se mărită cu el. Soțul lui Katherine, Murphy, își dă seama că Maggie este fosta lui noră și o escroacă, iar Victor anulează căsătoria și o dă pe McClaine pe mâna poliției. Ea plănuia să îl omoare și să moștenească toată averea. 
Victoria și JT divorțează și fiecare își reface viața. JT își va reface viața cu Mackenzie și i-l va lua pe Reed Victoriei, iar aceasta se va căsători cu Billy Abbott, interpretat, la vremea respectivă, de actorul Billy Miller. Căsnicia celor doi va avea de trecut multe obstacole din cauza rivalității familiilor celor doi și se vor despărți de mai multe ori, dar vor birui. Persoana care se va opune cel mai mult căsniciei dintre Victoria și Billy este Victor.  
Între timp, Diane Jenkins se întoarce în oraș sub pretextul că vrea ca fiul ei să petreacă mai mult timp cu tatăl lui - Jack Abbott. Victor se împacă cu Nikki și petrec o noapte împreună, însă a doua zi se însoară cu Diane. Ulterior, Victor divorțează de Diane, iar aceasta se aliază cu Adam pentru a-și înscena propria moarte și a da vina pe Victor. Diane își dă seama că nu se poate încrede în Adam și îi cere ajutorul lui Jack, însă acesta o refuză. Ea încearcă să îl seducă, iar o persoană misterioasă o privește din afara casei în timp ce îi făcea avansuri lui Jack.
Diane trimite câte un SMS lui Victor, Jack, Nick, Victoria, Adam, Phyllis, Ashley, Abby și Tucker după ce a trimis unui tabloid poze cu Victor și Nikki în pat, cu titlul: „Nikki Newman: Fostă stripteuză, prostituată întotdeauna”. Ea îi provoacă pe aceștia să vină în parc la miezul nopții pentru a o întâlni. Phyllis și Ashley vin, pe rând, și o agresează pe Diane verbal și fizic, Tucker și Nick o amenință cu moartea, Abby îi cere cheia de la seiful în care a ascuns înregistrarea în care aceasta recunoaște că a vrut să îl omoare pe Tucker, iar Victor află de la ea planul lui Adam. Victor îi spune că o crede, își ia ceasul ascuns de Adam sub un bolovan și îi spune lui Diane că nu o va ajuta nici într-un milion de ani, iar Victoria își face și ea apariția doar pentru a vedea cum Victor o lovește pe Diane cu bolovanul.
A doua zi, Murphy pleacă la pescuit și găsește cadavrul lui Diane în apa râului din parc. Ronan Malloy, fiul dispărut al Ninei Webster Chancellor, se întoarce în oraș pentru a investiga crima.
Victor, Jack, Tucker, Phyllis, Victoria, Nicholas, Adam, Ashley și Abby sunt printre suspecții în cazul crimei. Fiecare dintre ei a avut câte ceva de împărțit cu Diane. După câteva luni, grație unei filmări făcute de Patty Williams, se descoperă că persoana care a ucis-o pe Diane pe podul din parc a fost Nikki. Aceasta a omorât-o beată în legitimă apărare.   
În cele din urmă, totul a fost o înscenare pusă la cale de Diane, care revine după mulți ani, căsătorindu-se, din nou, cu Jack spre nemulțumirea lui Ashley, Nikki și Phyllis.     

### Cuplul Nicholas Newman - Sharon Collins
Un alt cuplu destul de iubit de fanii serialului, după cuplul Victor - Nikki, este perechea Nicholas Newman și Sharon Collins.
Nicholas este al doilea copil al lui Victor cu Nikki. Sora lui Nicholas este Victoria. Personajul Nicholas Newman a apărut în serial în anul 1988. Acesta s-a născut în noaptea Anului Nou. La fel ca Victoria, Nicholas a fost trimis de la o vârstă fragedă la internat. Acesta a fost jucat de diverși actori - copii până în anul 1994, când debutează actorul Joshua Morrow. Nicholas revine de la internat, din Elveția. În anul 1994, Nicholas - Nick - cum este numit de cei apropiați, revine la vârsta adolescenței, la 16 ani. Acesta era într-o relație cu Amy Wilson, însă era îndrăgostit de cea mai bună prietenă a ei, Sharon Collins.
În perioada adolescenței, Nick era lipsit de griji și prototipul băiatului de „bani - gata”. Odată ce s-a implicat în relația cu Sharon, a devenit protector și iubitor. Până să se mărite cu Nicholas, Sharon locuia cu mama ei, Doris Collins, care era într-un scaun cu rotile. Când au început relația Nicholas cu Sharon, Doris s-a confruntat cu o mare durere și avea nevoie de o intervenție chirurgicală care costa mult. Victor a plătit operația.
Spre deosebire de Nicholas, Sharon a crescut în condiții modeste. Nikki nu era de acord cu relația fiului ei cu Sharon, considerând-o  ipocrită și o oportunistă. Nicholas a crezut-o pe Sharon virgină, însă Matt Clark, fostul ei iubit, a deconspirat-o. Acesta a dezvăluit un secret de-al lui Sharon: a născut la șaisprezece ani o fetiță pe care a dat-o spre adopție. Fetița se numea Cassie, iar tatăl ei era un bărbat matur din trecutul lui Sharon, bărbat numit Franklin Baritt. Doris a convins-o pe Sharon să o dea pe fetiță în adopție, deoarece nu aveau posibilități să crească un nou născut. Speriată, Sharon îi mărturisește lui Nicholas că Matt a violat-o în mașina lui, într-o noapte. Furios, Nicholas a cumpărat un pistol și a fugit până în garsoniera lui Matt. Când a ajuns, ușa apartamentului era deschisă, Nicholas intră și îl găsește pe Matt împușcat, pe podea, într-o baltă de sânge. Doi polițiști, chemați de o vecină din cauză că Nicholas a strigat după Matt la ușă, tulburând liniștea publică, îl văd pe bărbat împușcat și îl arestează pe Nicholas. Băiatul este declarat vinovat pentru tentativă de omor, iar Nikki o acuză pe Sharon de situația în care se află fiul ei. Matt supraviețuiește și revine în Genoa City după câțiva ani. Cât timp Nicholas este în închisoare, Sharon îl vizitează. Persoana care l-a împușcat pe Matt este Amy, din cauză că a violat-o. Aflându-se acest lucru, Nicholas este declarat nevinovat și iese din închisoare.
În anul 1996, pe 19 februarie, Sharon cu Nicholas se căsătoresc, iar în noaptea nunții, Nicholas o trece pragul noii lor case, în brațe, pe Sharon mireasă. Cei doi vor locui într-o cabană aflată pe pământurile familiei Newman. 
Nefiind, momentan, pregătiți pentru a deveni părinți, Sharon a luat pastile anticoncepționale, însă a renunțat la ele, apoi a rămas însărcinată. Nicholas i-a spus că nu este pregătit încă să fie tătic, dar Sharon i-a spus că sarcina a fost neașteptată. Convinsă de atitudinea soțului ei, Sharon a programat un avort, însă s-a răzgândit în ultimul moment.
În anul 1997, Sharon a născut prematur un băiețel căruia i-a pus numele Noah. Atât Sharon, cât și Nicholas s-au temut că bebelușul nu va supraviețui. Aflând că băiețelul lui Nicholas și al lui Sharon ar urma să moară, prietena cea mai bună a lui Sharon, Grace Turner și iubitul ei, Antonio „Tony” Viscardi, au decis să-l caute pe primul copil al lui Sharon pentru a-i ușura durerea. Grace a sosit în Genoa City împreună cu Tony din Madison. Aceștia au găsit-o pe Cassie, în vârstă de cinci ani, care locuia cu mama ei adoptivă, Alice Johnson, și cu bunica adoptivă, Millie Johnson. Dându-și seama că nu poate avea grijă de fetiță, Millie le-o încredințează pe Cassie lui Grace și lui Tony, care o aduc în Genoa City. Noah a supraviețuit, în cele din urmă, iar Grace decide să păstreze identitatea lui Cassie secretă față de Sharon și Nicholas. Tony o ajută cu reticență. Deși lui Cassie îi era dor de Millie, a ajuns să-i vadă pe Grace și pe Tony ca pe niște părinți. Grace le-a prezentat-o pe fetiță lui Nicholas și lui Sharon ca fiind nepoata ei dintr-un alt oraș. 
După un an, Grace îi dezvăluie lui Sharon originea lui Cassie, iar fetița se va muta cu Sharon, Nick și Noah. Liniștea lor va fi tulburată din momentul în care Alice Johnson, jucată de actrița Tamara Clatterbuck, dorește să o recupereze pe fetiță. Soții Newman, reprezentați de Christine Blair, se vor lupta pentru custodia lui Cassie în instanță cu Alice Johnson, reprezentată de Michael Baldwin. Procesul este câștigat de Sharon și Nicholas.  

### Phyllis Summers
Un alt personaj - cheie al serialului este Phyllis Summers, personaj jucat de actrița Michelle Stafford. Personajul a mai fost interpretat, de-a lungul anilor, de actrițe precum Sandra Nelson și Gina Tognoni. Phyllis a apărut în Tânăr și neliniștit în anul 1994. Aceasta a debutat drept o fană înfocată a cântărețului de muzică rock, Danny Romalotti, jucat de actorul și cântărețul Michael Damian. Danny avea sentimente pentru Christine Blair, interpretată de Lauralee Bell. Este cunoscută în istoria serialului rivalitatea dintre Phyllis și Christine „Cricket”. 
Din cauza obsesiei pentru Danny, Phyllis l-a drogat și s-a culcat cu el. Femeia i-a dezvăluit că este însărcinată cu copilul lui. Adevăratul tată al copilului este un bărbat cu care Phyllis avusese o relație înainte de Danny, bărbat numit Brian Hamilton.  

## Distribuție

### Roluri principale
| Actor               | Rol                  | Durată                             |
| ------------------- | -------------------- | ---------------------------------- |
| Peter Bergman       | Jack Abbott          | 1989–prezent                       |
| Eric Braeden        | Victor Newman        | 1980–prezent                       |
| Sharon Case         | Sharon Newman        | 1994–prezent                       |
| Sean Dominic        | Nate Hastings        | 2019–prezent                       |
| Melissa Claire Egan | Chelsea Lawson       | 2011–prezent                       |
| Hayley Erin         | Claire Newman        | 2023–prezent                       |
| Billy Flynn         | Cane Ashby           | 2025–prezent                       |
| Michael Graziadei   | Daniel Romalotti     | 2004–2013, 2016, 2022–prezent      |
| Camryn Grimes       | Mariah Copeland      | 2014–prezent                       |
| Mark Grossman       | Adam Newman          | 2019–prezent                       |
| Amelia Heinle       | Victoria Newman      | 2005–prezent                       |
| Courtney Hope       | Sally Spectra        | 2020–prezent                       |
| Bryton James        | Devon Hamilton       | 2004–prezent                       |
| Christel Khalil     | Lily Winters         | 2002–prezent                       |
| Christian LeBlanc   | Michael Baldwin      | 1991–1993, 1997–prezent            |
| Kate Linder         | Esther Valentine     | 1982–prezent                       |
| Michael Mealor      | Kyle Abbott          | 2018–prezent                       |
| Joshua Morrow       | Nicholas Newman      | 1994–prezent                       |
| Nathan Owens        | Holden Novak         | 2025–prezent                       |
| Brytni Sarpy        | Elena Dawson         | 2019–prezent                       |
| Melody Thomas Scott | Nikki Newman         | 1979–prezent                       |
| Zuleyka Silver      | Audra Charles        | 2022–prezent                       |
| Michelle Stafford   | Phyllis Summers      | 1994–1997, 2000–2013, 2019–prezent |
| Jason Thompson      | Billy Abbott         | 2016–prezent                       |
| Susan Walters       | Diane Jenkins Abbott | 2001–2004, 2010, 2022–prezent      |

### Roluri secundare
| Actor                 | Rol                    | Durată                                              |
| --------------------- | ---------------------- | --------------------------------------------------- |
| Lauralee Bell         | Christine Blair        | 1983–2006, 2010–prezent                             |
| Tracey E. Bregman     | Lauren Fenmore Baldwin | 1983–1995, 2000–prezent                             |
| Reylynn Caster        | Faith Newman           | 2021–prezent                                        |
| Michael Damian        | Danny Romalotti        | 1981–1998, 2002–2004, 2008, 2012–2013, 2022–prezent |
| Eileen Davidson       | Ashley Abbott          | 1982–1988, 1999–prezent                             |
| Cait Fairbanks        | Tessa Porter           | 2017–prezent                                        |
| Elizabeth Hendrickson | Chloe Mitchell         | 2008–2017, 2019–prezent                             |
| Judah Mackey          | Connor Newman          | 2019–prezent                                        |
| Beth Maitland         | Traci Abbott           | 1982–1996, 1999, 2001–2002, 2006–prezent            |
| Sienna Mercuri        | Katie Abbott           | 2016–prezent                                        |
| Paxton Mishkind       | Johnny Abbott          | 2022–prezent                                        |
| Redding Munsell       | Harrison Locke         | 2024–prezent                                        |
| Lily Brooks O'Briant  | Lucy Romalotti         | 2023–prezent                                        |
| Melissa Ordway        | Abby Winters           | 2013–prezent                                        |
| Valarie Pettiford     | Amy Lewis              | 2024–prezent                                        |
| Veronica Redd         | Mamie Johnson          | 1990–1995, 1999–2004, 2023–prezent                  |
| Greg Rikaart          | Kevin Fisher           | 2003–prezent                                        |
| Jess Walton           | Jill Abbott            | 1987–prezent                                        |
| Alex Wilson           | Christian Newman       | 2019–prezent                                        |

## Transmisie în România
Canalul PRO TV a difuzat, începând cu anul 1996, episoade la o distanță de cinci ani de Statele Unite. Astfel, în România nu au fost difuzate episoade din perioada 1973-1991 decât în cadrul unei recapitulări transmise pentru a prezenta telespectatorilor trecutul serialului. Din vara lui 1996 și până în toamna lui 2014 au fost difuzate episoade din perioada 1991-2009.
La invitația postului PRO TV, actorul Eric Braeden a venit în România, în anul 2008, unde a fost invitat în emisiunea Happy Hour, actuala La Măruță, moderată de Cătălin Măruță. Actorul american a rostit câteva cuvinte în limba română: „Sunt bucuros că mă aflu aici”. 
Serialul a difuzat în SUA episodul cu numărul 10.000 în toamna anului 2012. 
Coloana sonoră a serialului este dedicată gimnastei române Nadia Comăneci. După performanța gimnastei pe arena olimpică din Montreal în anul 1976, la trei ani de la apariția serialului, melodia a fost denumită „Nadia's Theme” care, în limba română, se traduce „Tema Nadiei”.
De la 15 septembrie 2014 serialul a fost mutat la postul Acasă TV, unde și-a păstrat ora de difuzare.
În data de 30 decembrie 2015 în România s-a difuzat ultimul episod cu numărul 5201 pe postul Acasă TV, transmisia fiind întreruptă din cauza reducerilor de buget ale grupului Media Pro.
Patru ani mai târziu, pe 16 decembrie 2019, serialul a revenit pe postul Acasă TV, fiind difuzat zilnic, de la ora 15:00, apoi mutat o oră mai târziu, la ora 16:00. Difuzarea a început cu episoade filmate în anul 2011. La 18 mai 2021, difuzarea serialului a fost din nou întreruptă de Acasă TV. Ultimul episod difuzat a fost cel din 27 iunie 2013.